# Rocha (Buenos Aires)
Rocha es un paraje rural del partido de Olavarría, localizado en el interior de la provincia de Buenos Aires, Argentina.

## Ubicación
Se encuentra a 69 km al oeste de la ciudad de Olavarría y a 28 km al este de General La Madrid.

## Población
Durante los censos nacionales del INDEC de 2001 y 2010 fue considerada como población rural dispersa.

## Ferrocarril
- Estación Rocha